# Plat (gmina Mežica)
Plat – wieś w Słowenii, w gminie Mežica. W 2018 roku liczyła 60 mieszkańców.